# Peugeot Traveller
| Sterne im Euro-NCAP-Crashtest (2015) | 5 Sterne im Euro-NCAP-Crashtest |

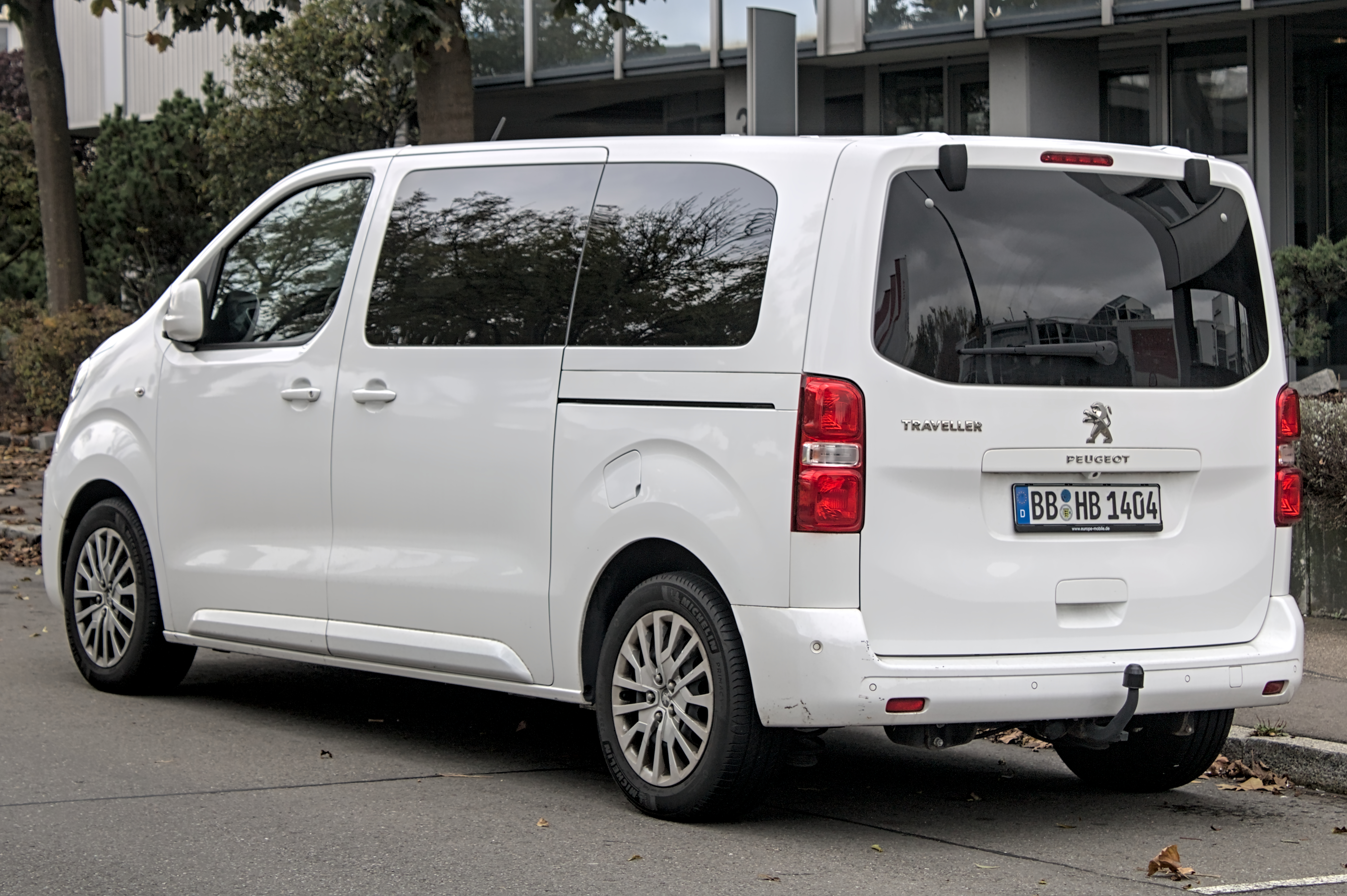
Heckansicht

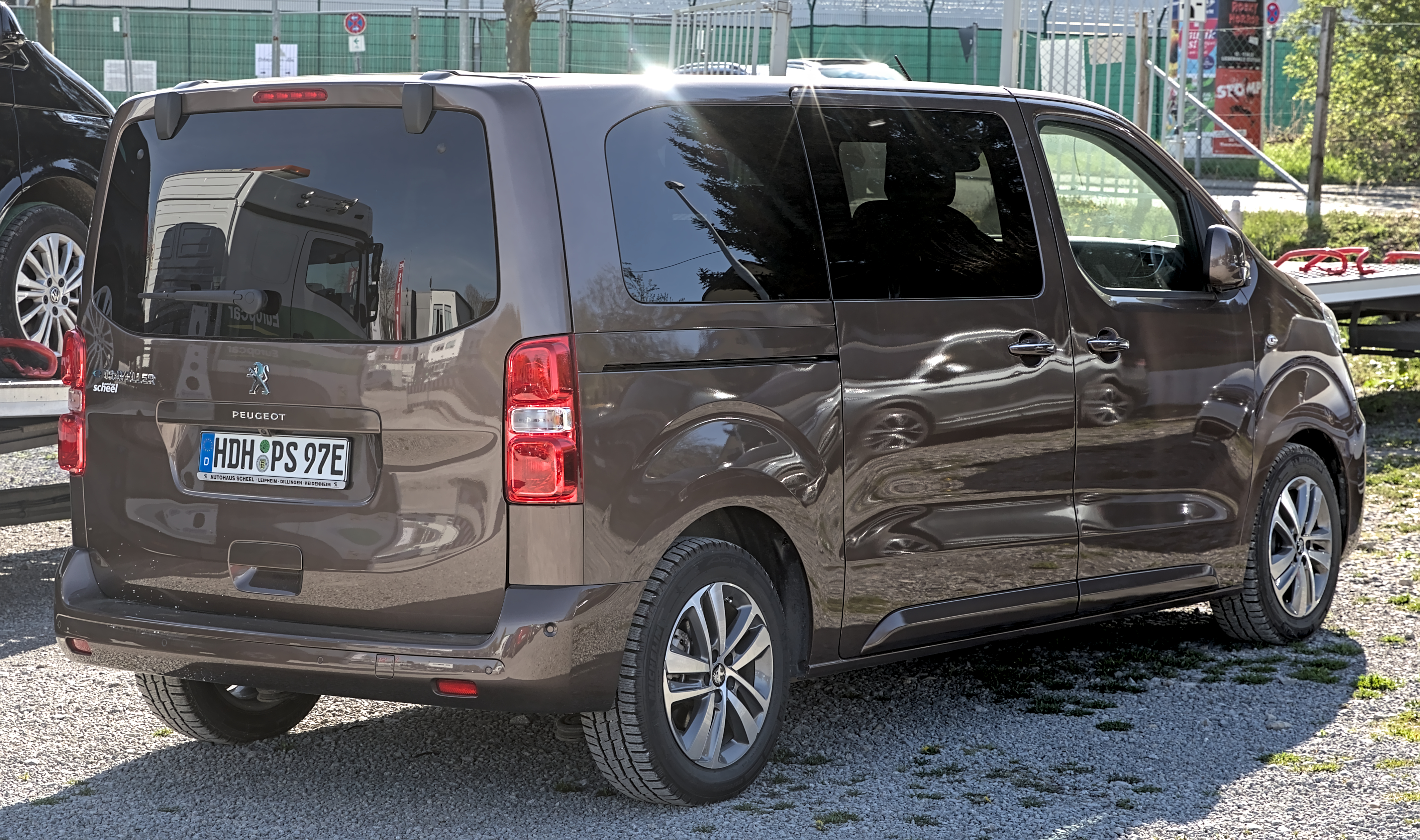
Peugeot e-Traveller (2020–2024)

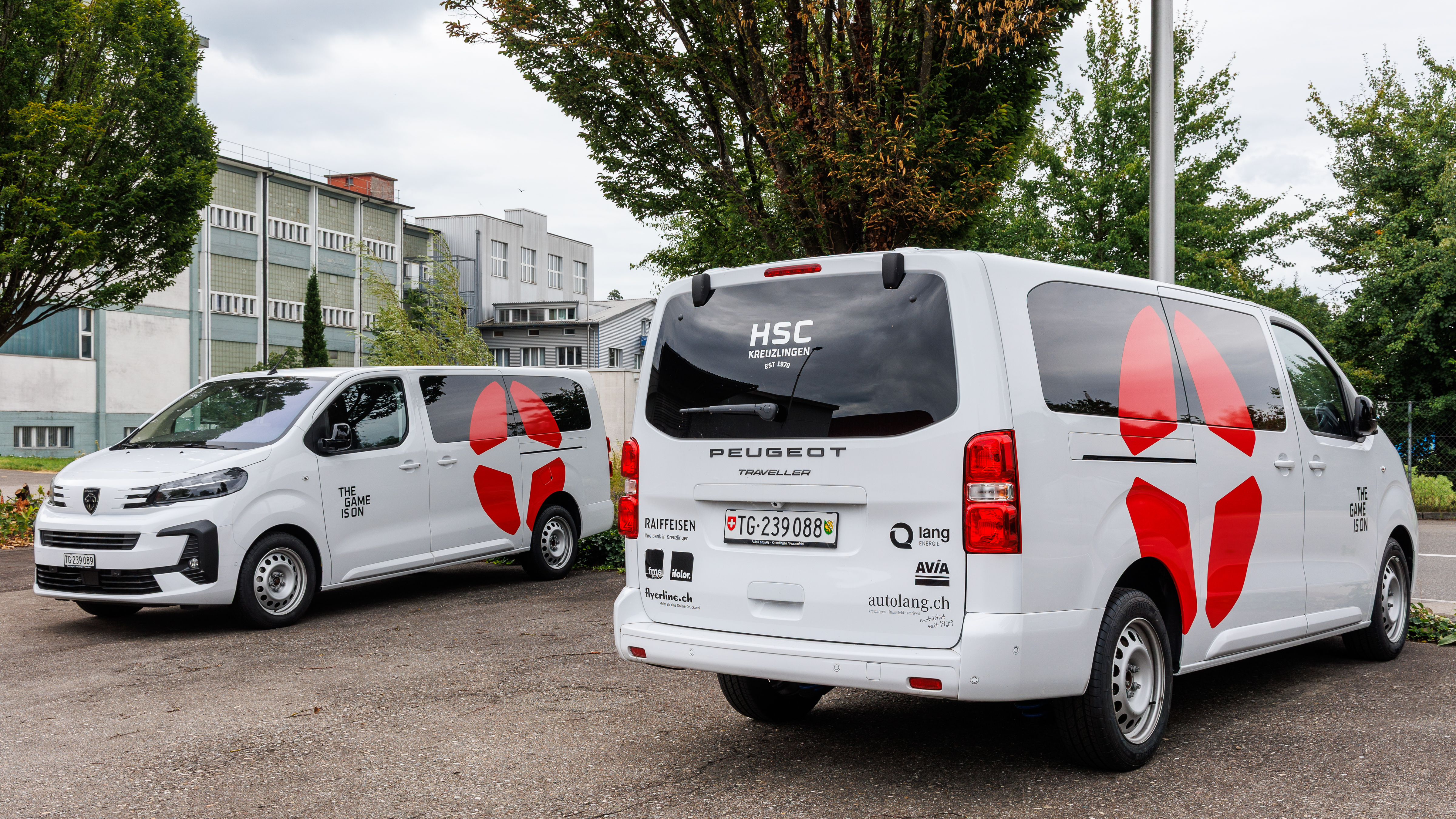
Peugeot Traveller (2024 -)

Der Peugeot Traveller ist ein im März 2016 auf dem Genfer Auto-Salon vorgestellter Van des französischen Autoherstellers Peugeot. Das Fahrzeug ist weitgehend baugleich mit dem Citroën Spacetourer, Toyota ProAce Verso und Opel Zafira Life, sowie seit 2022 mit dem Fiat Ulysse. Alle vier wurden von PSA Peugeot Citroën und Toyota gemeinsam entwickelt und sind weitestgehend optisch und technisch verwandt mit dem Citroën Jumpy 3, Peugeot Expert 3, Toyota Proace 2, Opel Vivaro C, Fiat Scudo 3 und Iveco eJolly. Gebaut werden alle Modelle bis auf den Opel bei Sevel Nord bei Lieu-Saint-Amand im Arrondissement Valenciennes. Der Citroën und der Peugeot wurden ab 2018 und der Opel ab 2019 zudem im russischen Kaluga gefertigt. Wegen Sanktionen in Folge des russischen Überfalls auf die Ukraine wurde dort die Produktion 2022 eingestellt. In der Modellhierarchie löst der Traveller den bis 2016 gebauten Peugeot Expert Tepee ab.

## Modellgeschichte
Die Vans Spacetourer und Traveller wie auch der ProAce Verso und der Zafira Life basieren auf den kommerziellen Versionen Citroën Jumpy, Peugeot Expert, Toyota Proace und Opel Vivaro. Deren Vorgängerversionen (außer Zafira Life) wurden noch von Groupe PSA und dem Fiatkonzern gemeinsam entwickelt und stammten wiederum aus der gemeinsamen Eurovan (PSA/Fiat) Entwicklung, gestartet 1994, ab. Fiat schloss sich 2009 mit Chrysler zu Fiat Chrysler Automobiles zusammen. Dadurch ergab sich für Fiat auch die Möglichkeit, Vans von Chrysler für das eigene Modellprogramm zu übernehmen, während gleichzeitig allgemein der Markt für klassische Vans infolge der Entwicklung hin zu SUVs zu schrumpfen begann. Die Produktion des Fiat Ulysse wurde daher 2011 und des Lancia Phedra bereits 2010 eingestellt und beide durch Dodge Journey bzw. Chrysler Grand Voyager ersetzt.
2012 erklärte Fiat, an einer gemeinsamen Nachfolgeentwicklung für die kommerziellen Modelle nicht mehr interessiert zu sein, während die Produktion des Fiat Scudo bis 2016 bei PSA weiterlaufen sollte. In Toyota fand PSA einen neuen Kooperationspartner, der dringend ein Nachfolgemodell für den Hiace XH10 brauchte, der wegen der veralteten Technik und der auch dadurch gesunkenen Verkäufe bereits seit 2010 von den meisten Märkten Europas verschwunden war. Deshalb wurde ab 2013 mittels Badge-Engineering von PSA der Toyota ProAce als Kastenwagen und Kombi produziert. Gleichzeitig begann die Entwicklung eines gemeinsamen Nachfolgemodells unter dem Projektnamen KZéro. Von Beginn an wurde auch daran gearbeitet, ein Konkurrenzmodell zum erfolgreichen VW Multivan und weiteren Konkurrenzangeboten zu schaffen.
Der Traveller basiert wie auch Spacetourer und ProAce Verso sowie Zafira Life auf der EMP2-Plattform von PSA, auf der auch sämtliche PSA-Pkw aufgebaut werden. Grundsätzlich gibt es den Traveller mit zwei Radständen und mit dem langen Radstand in zwei Längen, also insgesamt in drei Längen. Anders als in Österreich wurde er in Deutschland nur mit dem langen Radstand und mindestens 4.956 mm Länge eingeführt.
Nachdem PSA Opel übernommen hat und später selbst in Stellantis aufgegangen ist, musste die Modellpalette überarbeitet werden. Hierdurch kamen der Opel Zafira Life und der Fiat Ulysse zustande. Der Zafira Life wurde im Januar 2019 vorgestellt, als Nachfolger von Opel Vivaro B (Renault-Nissan) und Opel Zafira C (General Motors). Im Gegensatz zu den anderen wird der Zafira Life weiterhin im eigenen Vauxhall-Werk Luton in England gebaut. Der Fiat Ulysse folgte im März 2022.
Nach der Vorstellung des batterieelektrisch angetriebenen Expert im Mai 2020 präsentierte Peugeot im folgenden Monat auch den Traveller mit dem Antriebsstrang aus dem Peugeot e-208. Im Oktober 2020 kam er in den Handel. Zwei verschiedene Akkugrößen sind verfügbar. Die 50-kWh-Variante ermöglicht eine Reichweite nach WLTP von 230 km, die 75-kWh-Variante 330 km. Zum Januar 2022 wurden sämtliche Traveller mit Verbrenner eingestellt.
Eine überarbeitete Version der Baureihe präsentierte Peugeot im November 2023. Sie wird seit April 2024 verkauft. Zugleich wurde wieder ein Dieselmotor erhältlich.

## Technische Daten
Den Antrieb übernahmen ausschließlich Common-Rail-Dieselmotoren. Diese leisteten von 70 kW (95 PS) bis 130 kW (177 PS). Der Normverbrauch war mit 4,8 bis 6,1 Litern und einem CO2-Ausstoß von 126 bis 159 g/km angegeben. Neben einem Schaltgetriebe und einem automatisierten Sechsganggetriebe war auch ein Sechsgang-Automatikgetriebe erhältlich. 2018 folgte ein Achtgang-Automatikgetriebe.
|                                                      | 1,6 l BlueHDI 95                                              | 1.5 BlueHDi 100         | 1,6 l BlueHDI S&S       | 1.5 BlueHDi 120         | 1.5 BlueHDi 120         | BlueHDi 145              | BlueHDi 150              | BlueHDi 150              | BlueHDi 150              | BlueHDi 180              | BlueHDi 180              | BlueHDi 180              | BlueHDi 180              | e-Traveller 50 kWh        | e-Traveller 50 kWh        | e-Traveller 75 kWh        | e-Traveller 75 kWh        |
| Bauzeitraum                                          | 09/2016–06/2018                                               | 06/2018–12/2021         | 09/2016–06/2018         | 06/2018–09/2019         | 09/2019–12/2021         | 10/2020–12/2021          | 09/2016–06/2018          | 06/2018–09/2019          | 09/2019–10/2020          | 09/2016–06/2018          | 06/2018–09/2019          | 09/2019–01/2022          | seit 04/2024             | 10/2020–04/2024           | seit 04/2024              | 02/2021–04/2024           | seit 04/2024              |
| Motorkenndaten                                       |                                                               |                         |                         |                         |                         |                          |                          |                          |                          |                          |                          |                          |                          |                           |                           |                           |                           |
| Motortyp                                             | R4-Dieselmotor                                                | R4-Dieselmotor          | R4-Dieselmotor          | R4-Dieselmotor          | R4-Dieselmotor          | R4-Dieselmotor           | R4-Dieselmotor           | R4-Dieselmotor           | R4-Dieselmotor           | R4-Dieselmotor           | R4-Dieselmotor           | R4-Dieselmotor           | R4-Dieselmotor           | Elektromotor              | Elektromotor              | Elektromotor              | Elektromotor              |
| Hubraum                                              | 1560 cm³                                                      | 1499 cm³                | 1560 cm³                | 1499 cm³                | 1499 cm³                | 1997 cm³                 | 1997 cm³                 | 1997 cm³                 | 1997 cm³                 | 1997 cm³                 | 1997 cm³                 | 1997 cm³                 | 1997 cm³                 | —                         | —                         | —                         | —                         |
| max. Leistung bei min−1                              | 70 kW (95 PS) bei 3750                                        | 75 kW (102 PS) bei 3500 | 85 kW (116 PS) bei 3500 | 88 kW (120 PS) bei 3500 | 88 kW (120 PS) bei 3500 | 106 kW (144 PS) bei 3700 | 110 kW (150 PS) bei 4000 | 110 kW (150 PS) bei 4000 | 110 kW (150 PS) bei 4000 | 130 kW (177 PS) bei 3750 | 130 kW (177 PS) bei 3750 | 130 kW (177 PS) bei 3750 | 130 kW (177 PS) bei 3750 | 100 kW (136 PS) bei 5500  | 100 kW (136 PS) bei 6000  | 100 kW (136 PS) bei 5500  | 100 kW (136 PS) bei 6000  |
| max. Drehmoment bei min−1                            | 210 Nm / 1750 [240 Nm / 1750]                                 | 270 Nm / 1600           | 300 Nm / 1750           | 300 Nm / 1750           | 300 Nm / 1750           | 370 Nm / 2000            | 370 Nm / 2000            | 370 Nm / 2000            | 370 Nm / 2000            | 400 Nm / 2000            | 400 Nm / 2000            | 400 Nm / 2000            | 400 Nm / 2000            | 260 Nm                    | 270 Nm                    | 260 Nm                    | 270 Nm                    |
| Kraftübertragung                                     |                                                               |                         |                         |                         |                         |                          |                          |                          |                          |                          |                          |                          |                          |                           |                           |                           |                           |
| Antrieb                                              | Vorderradantrieb                                              | Vorderradantrieb        | Vorderradantrieb        | Vorderradantrieb        | Vorderradantrieb        | Vorderradantrieb         | Vorderradantrieb         | Vorderradantrieb         | Vorderradantrieb         | Vorderradantrieb         | Vorderradantrieb         | Vorderradantrieb         | Vorderradantrieb         | Vorderradantrieb          | Vorderradantrieb          | Vorderradantrieb          | Vorderradantrieb          |
| Getriebe, serienmäßig, [optional]                    | 5-Gang-Schaltgetriebe [automatisiertes 6-Gang-Schaltgetriebe] | 6-Gang-Schaltgetriebe   | 6-Gang-Schaltgetriebe   | 6-Gang-Schaltgetriebe   | 6-Gang-Schaltgetriebe   | 6-Gang-Schaltgetriebe    | 6-Gang-Schaltgetriebe    | 6-Gang-Schaltgetriebe    | 6-Gang-Schaltgetriebe    | 6-Gang-Automatikgetriebe | 8-Gang-Automatikgetriebe | 8-Gang-Automatikgetriebe | 8-Gang-Automatikgetriebe | 1-Gang-Reduktionsgetriebe | 1-Gang-Reduktionsgetriebe | 1-Gang-Reduktionsgetriebe | 1-Gang-Reduktionsgetriebe |
| Messwerte                                            |                                                               |                         |                         |                         |                         |                          |                          |                          |                          |                          |                          |                          |                          |                           |                           |                           |                           |
| Höchstgeschwindigkeit                                | 145 km/h                                                      | 157 km/h                | 160 km/h                | 172 km/h                | 160 km/h                | 185 km/h                 | 170 km/h                 | 184 km/h                 | 185 km/h                 | 170 km/h                 | 185 km/h                 | 185 km/h                 | 185 km/h                 | 130 km/h                  | 130 km/h                  | 130 km/h                  | 130 km/h                  |
| Beschleunigung, 0–100 km/h                           | 15,9 s                                                        |                         | 13,4 s                  | 12,0 s                  | 12,0 s                  |                          | 11,0 s                   | 10,3 s                   | 10,3 s                   | 10,1 s                   | 8,8 s                    | 8,8 s                    | 10,6 s                   | 13,1 s                    | 13,3 s                    | 14,3 s                    | 14,2 s                    |
| Kraftstoff-/Energieverbrauch auf 100 km (kombiniert) | 5,6 l Diesel                                                  | 5,2 l Diesel            | 5,1–5,2 l Diesel        | 4,8 l Diesel            | 4,8 l Diesel            | 5,2 l Diesel             | 5,3 l Diesel             | 5,5–5,6 l Diesel         | 5,5–5,6 l Diesel         | 5,7 l Diesel             | 6,0–6,1 l Diesel         | 6,0–6,1 l Diesel         | 7,4–7,5 l Diesel         | 24,6–26,3 kWh             | 24,3–24,7 kWh             | 26,2–27,8 kWh             | 24,4–24,8 kWh             |
| CO2-Emission (kombiniert)                            | 148 g/km                                                      | 137 g/km                | 133–137 g/km            | 126 g/km                | 126 g/km                | 138 g/km                 | 139 g/km                 | 146–147 g/km             | 144–147 g/km             | 151 g/km                 | 161–162 g/km             | 184–187 g/km             | 194–197 g/km             | 0 g/km                    | 0 g/km                    | 0 g/km                    | 0 g/km                    |
| Tankinhalt                                           | 70 l                                                          | 70 l                    | 70 l                    | 70 l                    | 70 l                    | 70 l                     | 70 l                     | 70 l                     | 70 l                     | 70 l                     | 70 l                     | 70 l                     | 70 l                     | —                         | —                         | —                         | —                         |
| Antriebsbatterie (Lithium-Ionen-Polymer)             | —                                                             | —                       | —                       | —                       | —                       | —                        | —                        | —                        | —                        | —                        | —                        | —                        | —                        | 50 kWh                    | 50 kWh                    | 75 kWh                    | 75 kWh                    |
| elektrische Reichweite nach WLTP                     | —                                                             | —                       | —                       | —                       | —                       | —                        | —                        | —                        | —                        | —                        | —                        | —                        | —                        | 211–225 km                | 213–223 km                | 304–322 km                | 336–351 km                |
| Abgasnorm                                            | Euro 6                                                        | Euro 6d-TEMP            | Euro 6                  | Euro 6d-TEMP            | Euro 6d                 | Euro 6d                  | Euro 6                   | Euro 6d-TEMP             | Euro 6d                  | Euro 6                   | Euro 6d-TEMP             | Euro 6d                  | Euro 6e                  | —                         | —                         | —                         | —                         |